# Félix Sancho Martínez
Félix Sancho Martínez ( Zaragoza, 1908 - Madrid, 1993) fue un médico pediatra español, autoridad de referencia en la sanidad madrileña, la medicina escolar y la pediatría internacional. Fue profesor emérito en la cátedra de Medicina Preventiva de la Universidad Autónoma de Madrid. Su tesis doctoral "Difteria: Epidemiología y Profilaxis" (1943, Universidad Central de Madrid), fue prologada por el Dr. Carlos Jiménez Díaz. 